# 盛志勇
盛志勇（1920年7月1日—2024年1月27日），浙江德清人，中国创伤、烧伤外科专家，中国工程院院士。

## 生平
1942年毕业于上海医学院。1996年当选为中国工程院院士。
2024年1月27日于北京去世。